# El amante doble
L'Amant double, conocida en español como El amante doble, es una película de drama de suspenso erótico franco-belga de 2017 dirigida por François Ozon. Cuenta con Marine Vacth como una joven llamada Chloé que descubre que su amante está ocultando una parte de su identidad.

## Sinopsis
Chloé es una joven frágil que se enamora de su psicoterapeuta, Paul. Unos meses más tarde, cuando se van a vivir juntos, ella descubre que su amante le ha ocultado una parte de su identidad, con la que Chloé se obsesionará.

## Reparto
- Marine Vacth como Chloé.
- Jérémie Renier como Paul.
- Jacqueline Bisset como la Sra. Schenker

## Premios
- 2017: Festival de Cannes: Sección oficial
- 2017: Premios Lumiere a la mejor música (Pendiente)